# Neuensund
Neuensund ist ein Ortsteil der amtsfreien Stadt Strasburg (Uckermark) im Landkreis Vorpommern-Greifswald in Mecklenburg-Vorpommern.

## Geographie
Der Ort liegt neun Kilometer nordnordöstlich von Strasburg (Uckermark) in der Mitte seiner gleichnamigen Gemarkung, welche vollumfänglich Teil des Landschaftsschutzgebietes Brohmer Berge und des Naturparks Am Stettiner Haff ist. Die Nachbarorte sind Heinrichswalde im Norden, Rothemühl im Nordosten, Ausbau im Osten, Nettelgrund und Burgwall im Südosten, Rosenthal im Süden, Klepelshagen und Georgenthal im Südwesten sowie Gehren und Gehren Ausbau im Nordwesten.

## Geschichte
Vor 1816 gehörte Neuensund zum Uckermärkischen Kreis der Uckermark in der Mark Brandenburg und kam anschließend zum Kreis Prenzlau. Das Messtischblatt mit der Nummer 1052/2448 und der Bezeichnung Strasburg von 1835 bildet den Ort als ein durch die Gutsbildung deformiertes Dorf ab. Auf dieser Karte sind zudem im Osten ein Park „Monplaisir“ und ein „Thiergarten“, ein „Wärterhaus“ westlich vom „Sund oder Schmiedegrundsee“ sowie drei Kilometer westsüdwestlich vom Dorf gelegen, die „Neuensunder Ziegelei“ und ein Kalkofen verzeichnet. 1860 wurde die Gemarkungsgröße der Gemeinde mit insgesamt 1074 Morgen angegeben. Davon waren 8 Morgen Gehöfte, 16 Morgen Gartenland, 599 Morgen Acker, 92 Morgen Wiese und 359 Morgen Weide. Zusätzlich wurden für den Gutsbezirk Neuensund im gleichen Jahr 4223 Morgen verzeichnet. Diese verteilten sich auf 14 Morgen Gehöfte, 61 Morgen Gartenland, 2031 Morgen Acker, 594 Morgen Wiese, 512 Morgen Weide und 1011 Morgen Wald. 1894 wurde der Gutsbezirk Neuensund mit der Gemeinde Neuensund zusammengelegt und 1900 umfasste die Gemarkung insgesamt 1343 Hektar.
Ab 1900 gehörten neben dem hiesigen Rittergut und der Försterei der Forst und die Försterei Recksee zum Ort. Beide zählten zuvor zum Gutsbezirk Milow. Mit Abschaffung der kommunalrechtlichen Unterscheidung von Gemeinde- und Gutsbezirken wurden die Gutsbezirke Neuensund und Klepelshagen 1928 ein Teil der Gemeinde Neuensund. 1931 wurden neben der Gemeinde die Wohnplätze oder Ortsteile Klepelshagen und Recksee verzeichnet und die Größe der Gemarkung mit 1980,5 Hektar angegeben. Ab 1950 gehörte der Ort zum Kreis Ueckermünde und kam 1952 zum Kreis Strasburg im Bezirk Neubrandenburg. 1957 zählten Klepelshagen und Recksee weiterhin zum Ort. 1981 wurde Neuensund erneut als Gemeinde verzeichnet.

## Persönlichkeiten
- Johann Anton Joachim von Arnim (1754–1821), Landrat und Gutsbesitzer
- Hans von Arnim (1841–1914), Gutsbesitzer
- Karl von Arnim-Züsedom (1846–1913), Gutsbesitzer